# مركز ميلينيوم
مركز ميلينيوم هو ما بعد الحداثة (فلسفة) ناطحة سحاب في شيكاغو إلينوي بالقرب من الجانب الشمالي للمدينة ويبلغ ارتفاع المبنى 610 م  مكون من 59 طابقاً و اكتمل في عام 2003. و الشركة المعمارية الذي صمم المبنى كان سليمان Cordwell Buenz وشركاه  مركز الألفية بيعها لا سيما ما يزيد على 95 ٪ من 3500 وحدة سكنية في سبتمبر 2000 ، بعد يومين فقط المطور قد أفرجت عن معلومات عن الهيكل المقترح؛ هذا حدث امام مبنى وحتى تمت الموافقة على البناء من مدينة شيكاغو

## وصلات خارجية
- Official website